# Quod auctoritate
Quod auctoritate é uma encíclica publicada pelo Papa Leão XIII em 22 de dezembro de 1885. Tem o subtítulo: "A Anunciação de um Ano Santo Extraordinário". 
Em 22 de dezembro de 1885, o Papa Leão XIII proclamou o ano seguinte como um Ano Santo extraordinariamente. Fez referência aos seus predecessores e aos anos jubilares proclamados por eles. O Ano Santo destinava-se a combater a decadência social e religiosa. Era dever dele e da Igreja enfrentar esse mal. O Santo Jubileu tem como propósito apenas a salvação dos corações, e serve não apenas ao indivíduo, mas a todas as nações.
Como já descrito em várias encíclicas do Rosário de Leão XIII, este ano a ligação com a Bem-Aventurada Virgem Maria deveria ser reforçada através da oração do Rosário, que ele convida e exorta a todos os fiéis a fazer. Ele reitera enfaticamente suas exortações a não vacilar na fé e a pedir a ajuda da Santíssima Virgem.
Entre as regras estabelecidas para obter a indulgência do Ano Santo estavam: as condições usuais de confissão e comunhão com visita a uma igreja designada. Os habitantes de Roma deviam fazer duas visitas, seja ao Vaticano ou a Basílica de Latrão, e àqueles que vivem fora de Roma, duas visitas a qualquer uma das três igrejas designadas por seu bispo regional, caso contrário, as regras acima se aplicarão mutatis mutandis. Os marítimos e viajantes cumpriam os seus deveres se visitassem seis vezes a sua igreja matriz ou paroquial e cumprirem as regras acima mencionadas.